# Jacob Carter

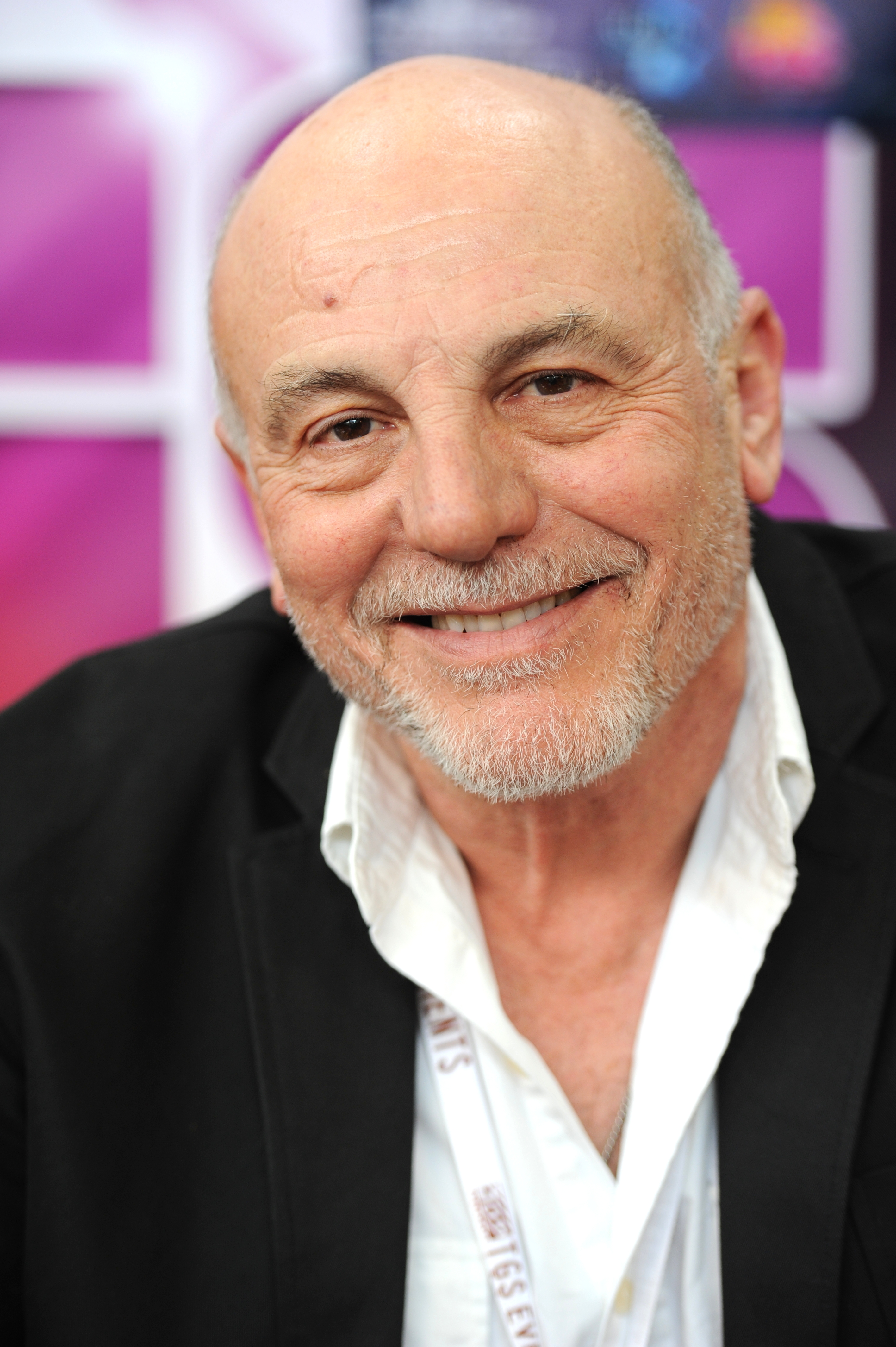
Carmen Argenziano en la SciFi Convention, Toulouse 28-04-2012

Jacob Carter es un personaje ficticio de la serie de televisión Stargate SG-1 interpretado por Carmen Argenziano entre los años 1998 y 2005.
Jacob Carter aparece como un general de la USAF. Debido a este trabajo no mantiene mucha relación con su familia antes de su introducción en la serie.
Se quedó viudo cuando sus hijos, Mark y Samantha Carter eran adolescentes.
Jacob Carter es un personaje habitual en la trama de la serie. Aparece por primera vez únicamente como padre de Samantha Carter y más tarde se convierte en el enlace entre la Tok'ra y los Tauri.
Jacob Carter es íntimo amigo del General Hammond.
Durante su primera aparición ofrece a su hija, Samantha Carter la posibilidad de ayudarla a ingresar en la NASA para que haga su sueño realidad, viajar al espacio. En este momento no era consciente de la verdadera naturaleza del Proyecto Stargate. Durante este encuentro, Jacob Carter le revela a su hija que sufre cáncer y que desea morir viendo a su hija feliz en su trabajo.
Poco después, el SGC conoce a la Tok'ra y Jacob Carter decide ser anfitrión de uno de ellos, Selmak, si con ello tiene una posibilidad de seguir viviendo libre del cáncer. La implantación tiene éxito y se convierte en el enlace entre ambas razas.
Jacob/Selmak es miembro del Alto Consejo de la Tok'Ra. Aconseja y apoya a la Tok'ra en misiones encubierta y ofrece su ayuda al Comando Stargate en caso de dificultades como, por ejemplo, cuando ayuda al SGC a luchar contra una raza de seres desfasados, los Re'tu, que intentan destruir la Tierra como medio para acabar con los Goa'uld al eliminar sus posibles anfitriones o colaborando en la captura del Señor del Sistema Sethque se encontraba viviendo en la Tierra como jefe de una secta religiosa. También es responsable de desarrollar junto a su hija el Disruptor Kull, de vital importancia en la lucha contra los Guerreros Kull de Anubis, invulnerables a todo el armamento conocido hasta entonces.
Ha participado en misiones extraterrestres con el SG-1, y con frecuencia aporta su valioso conocimiento y experiencia, así como sus habilidades para manejar tecnología Goa'uld.
A medida que las relaciones entre la Tierra y la Tok'Ra se van enfriando, Jacob/Selmak supone el único vínculo entre ambos aliados, pero debido a esto Jacob/Selmak va perdiendo fuerza en el Alto Consejo. 
El personaje muere durante la octava temporada en el episodio "Threads" después de que Selmak realice un gran esfuerzo durante los acontecimientos ocurridos en los episodios anteriores a este, lo que implica la destrucción total de los Replicantes. Como consecuencia de la muerte de la larva, Jacob muere poco después.
- Datos: Q1099192